# Mustamäe (stadsdel)
Mustamäe är en stadsdel (asum) i sydvästra delen av Estlands huvudstad Tallinn, belägen i centrala och sydöstra delen av stadsdelsområdet Mustamäe, som den givit namn åt. Befolkningen uppgick till 51 293 invånare i januari 2017, vilket gör stadsdelen till den befolkningsrikaste i Tallinn. Ytan uppgick till 4,41 kvadratkilometer.
Namnet Mustamäe betyder "svarta kullen". Den nuvarande bebyggelsen började uppföras 1957, med de första hyreshusen färdigställda 1964. 1974 färdigställdes det 16-våningars höghus som vid denna tidpunkt var Tallinns högsta bostadshus. Sjukhuset i Mustamäe färdigställdes 1971 och utgör sedan 2001 en del inom Västra Tallinns centralsjukhus. Här ligger också Norra Estlands regionalsjukhus, som är landets största.
I stadsdelen ligger Tallinns tekniska universitet, grundat 1918, som flyttade till sitt nuvarande campus på 1960-talet.